# Pekčanica
Pekčanica (en serbe cyrillique : Пекчаница) est un village de Serbie situé sur le territoire de la ville de Kraljevo, district de Raška. Au recensement de 2011, il comptait 221 habitants.

## Démographie

### Évolution historique de la population
| 1948 | 1953 | 1961 | 1971 | 1981 | 1991 | 2002 | 2011 |
| ---- | ---- | ---- | ---- | ---- | ---- | ---- | ---- |
| 741  | 710  | 662  | 634  | 529  | 438  | 309  | 221  |

|  |